# Коваленко, Владимир Николаевич
Владимир Николаевич Коваленко (род. 2 февраля 1949, Воронеж, Сумская область) — советский и украинский учёный в области кардиологии. Доктор медицинских наук (1982), профессор (1983). Академик НАМН Украины. Академик АН ВШ Украины (1999).

## Биография
Родился 2 февраля 1949 года в пгт Воронеж Шосткинского района Сумской области.
В 1972 году окончил Днепропетровский медицинский институт. В 1974 году защитил кандидатскую диссертацию, в 1982 году — докторскую. С 1983 года — заведующий кафедрой терапии факультета усовершенствования врачей, с 1985 года — декан факультета усовершенствования врачей Днепропетровского медицинского института.
В 1983—1989 годах — заведующий кафедрой терапии факультета усовершенствования врачей (Кривой Рог).
В 1989 году назначен главным терапевтом МЗ УССР. С 1990 года возглавляет кафедру терапии и ревматологии Киевского института усовершенствования врачей (с 1999 года — Киевская медицинская академия последипломного образования имени П. Л. Шупика), с 1991 года — Украинский ревматологический центр. В 1991—1998 годах — главный ревматолог МЗ Украины. С 1998 года — директор Института кардиологии имени Н. Д. Стражеско (с 2006 года — Национальный научный центр «Институт кардиологии имени академика Н. Д. Стражеско» АМН Украины).

## Научная деятельность
Основные направления научной деятельности касаются разработки теоретических и клинических аспектов оценки функции сердца и диагностики сердечной недостаточности, систематизация некоронарогенных болезней сердца, создание и воплощение в практику здравоохранения Украины новых организационно-методических форм анализа, управления и перспектив развития терапевтической, кардиологической и ревматологической службы.
Впервые на Украине воплотил ультразвуковое исследование сердца.
Опубликовал более 700 научных трудов. Автор 35 монографий и учебных пособий, 14 патентов на изобретения. Ряд работ направлены на раннее выявление и своевременное лечение артериальной гипертензии и сердечной недостаточности, в частности, связанных с различными ревматическими и бронхолегочными заболеваниями.
Подготовил 30 кандидатов и 16 докторов наук.
Главный редактор «Украинского ревматологического журнала», член редколлегий научно-практических журналов «Астма и аллергия», «Буковинский медицинский вестник», «Запорожский медицинский журнал», «Клиническая фармация», «Кровообращение и гемостаз», «Врачебное дело», «Сердце и сосуды», «Современная гастроэнтерология», «Украинский медицинский журнал», «Украинский терапевтический журнал».
Член-корреспондент Академии медицинских наук Украины (2002).

## Награды
- Орден «За заслуги» III и II степеней;
- Заслуженный деятель науки и техники Украины;
- Государственная премия Украины в области науки и техники;
- Орден князя Ярослава Мудрого 5-й степени (2020)[2].